# Lac La Belle
Lac La Belle es una villa ubicada en el condado de Waukesha en el estado estadounidense de Wisconsin. En el Censo de 2010 tenía una población de 290 habitantes y una densidad poblacional de 114,37 personas por km².

## Geografía
Lac La Belle se encuentra ubicada en las coordenadas 43°8′44″N 88°31′2″O / 43.14556, -88.51722. Según la Oficina del Censo de los Estados Unidos, Lac La Belle tiene una superficie total de 2.54 km², de la cual 2.53 km² corresponden a tierra firme y (0.41%) 0.01 km² es agua.

## Demografía
Según el censo de 2010, había 290 personas residiendo en Lac La Belle. La densidad de población era de 114,37 hab./km². De los 290 habitantes, Lac La Belle estaba compuesto por el 98.62% blancos, el 0% eran afroamericanos, el 0% eran amerindios, el 0.34% eran asiáticos, el 0% eran isleños del Pacífico, el 0.34% eran de otras razas y el 0.69% pertenecían a dos o más razas. Del total de la población el 0.34% eran hispanos o latinos de cualquier raza.